# Włodzimierz Szembek

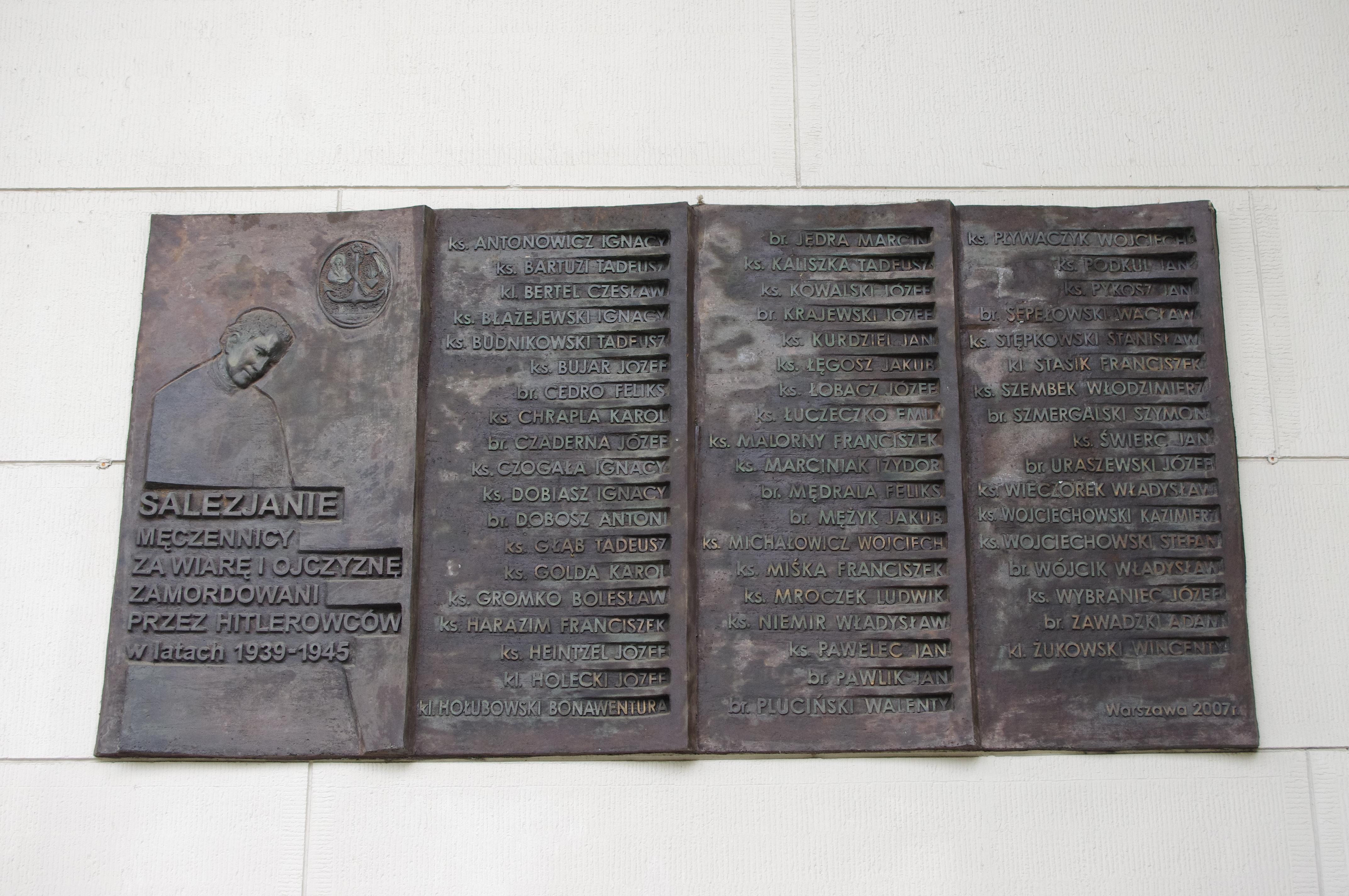
Tablica upamiętniająca salezjanów pomordowanych w czasie II wojny światowej na ścianie Bazyliki Najświętszego Serca Jezusowego w Warszawie

Włodzimierz Szembek SDB (ur. 2 kwietnia 1883 w Porębie Żegocie, zm. 18 września 1942 w KL Auschwitz) – Sługa Boży, męczennik za wiarę, polski ksiądz katolicki.

## Życiorys
Był synem hrabiego Zygmunta i Klementyny z Dzieduszyckich, wnukiem Włodzimierza Dzieduszyckiego, bratem Jana. Po ukończeniu studiów rolniczych na Uniwersytecie Jagiellońskim podjął pracę w rodzinnych majątkach.
Jego działalność charytatywna zjednała mu szacunek społeczny. W wieku 45 lat wstąpił do nowicjatu salezjanów w Czerwińsku. Śluby zakonne złożył 10 sierpnia 1929. Przed podjęciem dalszych studiów teologicznych w Oświęcimiu i Krakowie odbył praktykę pedagogiczno-duszpasterską w Aleksandrowie Kujawskim.
3 czerwca 1934 roku otrzymał święcenia kapłańskie, a następnie podjął obowiązki sekretarza-inspektora, ekonoma, nauczyciela agronomii i wykładowcy w Wyższym Seminarium Duchownym Towarzystwa Salezjańskiego.
Po wybuchu II wojny światowej pracował w Skawie.
Aresztowany przez gestapo 9 lipca 1942 roku i katowany w nowotarskim więzieniu, trafił następnie (16 września) do niemieckiego obozu koncentracyjnego w Auschwitz, gdzie zarejestrowany został pod numerem 60019.
Dobrowolnie ofiarował życie za zakładnika – księdza Walentego Kozaka, który miał zostać zgładzony w odwecie za ucieczkę innego więźnia.
Jest jednym z 122 sług Bożych, drugiej grupy męczenników z okresu II wojny światowej, których proces beatyfikacyjny rozpoczął się 17 września 2003 roku.